# Rabib-ad-Dawla
Rabib-ad-Dawla Abu-Mansur ibn Abi-Xujà Muhàmmad ibn al-Hussayn (àrab: en àrab ربيب الدولة أبو منصور بن أبي شجاع محمد بن الحسين, Rabīb ad-Dawla Abū Manṣūr b. Abī Xujāʿ Muḥammad b. al- Ḥusayn) o, més senzillament, Rabib-ad-Dawla fou un visir abbàssida i seljúcida.
El visir Abu-Xujà Muhàmmad ad-Rudhrawarí (1083-1090), nomenat pel califa al-Muqtadí (1075-1094) per desfer-se de la tutela seljúcida, va anar en pelegrinatge a la Meca i va deixar al seu lloc al seu fill que portava el làqab de Rabib-ad-Dawla, conjuntament amb el nàqib an-nuqabà, Tirab ibn Muhàmmad az-Zaynabí. A la mort d'Abu-l-Qàssim Alí ibn Fakhr-ad-Dawla Muhàmmad ibn Jahir, que era visir del califa abbàssida Al-Mustànsir (1113) el va succeir exercint com a visir per segona vegada però primera en què ocupava el càrrec efectivament. L'abril del 1118 el nou sultà seljúcida Mahmud II ibn Muhàmmad ibn Màlik-Xah (1118–1131), de 14 anys, buscant un visir competent, va optar per Rabib-ad-Dawla, que encara ho era del califa, però que no va satisfer les expectatives i el juliol del 1119 va cessar en el càrrec o va morir.